# أم عقدة
أم عقدة (الاسم العلمي: Leucas)، جنس نباتات من فصيلة الشفوية.التي وصفها لأول مرة روبرت براون في عام 1810. يحتوي الجنس على أكثر من 200 نوع، تنتشر أنواعه في معظم أنحاء إفريقيا، وجنوب آسيا وشرقها (إيران، الهند، الصين، اليابان، إندونيسيا، إلخ.) مع وجود عدد قليل منها في كوينزلاند وعلى جزر مختلفة في المحيط الهندي.
- Leucas abyssinica قالب:Au
  - var. argyrophylla قالب:Au
  - var. brachycalyx قالب:Au
- Leucas aequistylosa قالب:Au
- Leucas aggerestris قالب:Au
- Leucas alba قالب:Au
- Leucas alluaudii قالب:Au
- Leucas anandaraoana قالب:Au
- Leucas angularis قالب:Au
- Leucas angustissima قالب:Au
- Leucas argentea قالب:Au
  - var. neumannii قالب:Au
- Leucas aspera قالب:Au
- Leucas bakeri قالب:Au
- Leucas beddomei قالب:Au
- Leucas biflora قالب:Au
- Leucas bracteosa قالب:Au
- Leucas calostachys قالب:Au
  - var. schweinfurthii قالب:Au
- Leucas capensis قالب:Au
- Leucas cephalantha قالب:Au
- Leucas cephalotes قالب:Au
- Leucas chinensis قالب:Au
  - f. riukiuensis قالب:Au
- Leucas ciliata قالب:Au
- Leucas clarkei قالب:Au
- Leucas collettii قالب:Au
- Leucas cuneifolia قالب:Au
- Leucas decemdentata قالب:Au
  - var. angustifolia قالب:Au
  - var. sebastiana قالب:Au
- Leucas deflexa قالب:Au
  - var. biglomerulata قالب:Au
  - var. deflexa
  - var. kondowensis قالب:Au
- Leucas densiflora قالب:Au
- Leucas deodikarii قالب:Au
- Leucas dhofarensis قالب:Au
- Leucas diffusa قالب:Au
- Leucas discolor قالب:Au
- Leucas ebracteata قالب:Au
- Leucas ellipticifolia قالب:Au
- Leucas eriostoma قالب:Au
  - var. lanata قالب:Au
- Leucas flagellifera قالب:Au
- Leucas fulvipila قالب:Au
- Leucas glabrata قالب:Au
- Leucas grandis قالب:Au
- Leucas hagghierensis قالب:Au
- Leucas helferi قالب:Au
- Leucas helianthemifolia قالب:Au
- Leucas helicterifolia قالب:Au
- Leucas hephaestis قالب:Au
- Leucas hirta قالب:Au
- Leucas hirundinaris قالب:Au
- Leucas hyssopifolia قالب:Au
- Leucas inflata قالب:Au
- Leucas jamesii قالب:Au
- Leucas kishenensis قالب:Au
- Leucas lamiifolia قالب:Au
- Leucas lanata قالب:Au
- Leucas lanceifolia قالب:Au
- Leucas lavandulifolia قالب:Au
- Leucas longifolia قالب:Au
- Leucas macrantha قالب:Au
- Leucas manipurensis قالب:Au
- Leucas marrubioides قالب:Au
- Leucas martinicensis قالب:Au
- Leucas masaiensis قالب:Au
  - var. tricrenata قالب:Au
  - var. venulosa قالب:Au
- Leucas mathewiana قالب:Au
- Leucas menthifolia قالب:Au
  - var. fulva قالب:Au
  - var. menthifolia
- Leucas milanjiana قالب:Au
- Leucas minimifolia قالب:Au
- Leucas minutiflora قالب:Au
- Leucas montana قالب:Au
- Leucas mukerjiana قالب:Au
- Leucas mwingensis قالب:Au
- Leucas nepetifolia قالب:Au
- Leucas neufliseana قالب:Au
- Leucas neuflizeana قالب:Au
- Leucas nubica قالب:Au
- Leucas nutans قالب:Au
- Leucas nyassae قالب:Au
  - var. velutina قالب:Au
- Leucas oligocephala قالب:Au
  - var. bowalensis قالب:Au
  - var. oligocephala
- Leucas ovata قالب:Au
- Leucas pearsonii قالب:Au
- Leucas pechuelii قالب:Au
- Leucas penduliflora قالب:Au
- Leucas pilosa قالب:Au
- Leucas prostrata قالب:Au
- Leucas pseudoglabrata قالب:Au
- Leucas pubescens قالب:Au
- Leucas rosmarinifolia قالب:Au
- Leucas royleoides قالب:Au
- Leucas ruspoliana قالب:Au
- Leucas samhaensis قالب:Au
- Leucas sebaldiana قالب:Au
- Leucas sexdentata قالب:Au
- Leucas sivadasaniana قالب:Au
- Leucas somalensis قالب:Au
- Leucas songeana قالب:Au
- Leucas spiculifera قالب:Au
- Leucas spiculifolia قالب:Au
- Leucas stachydiformis قالب:Au
- Leucas stelligera قالب:Au
- Leucas stormsii قالب:Au
- Leucas stricta قالب:Au
- Leucas subarcuata قالب:Au
- Leucas suffruticosa قالب:Au
- Leucas teres قالب:Au
- Leucas tettensis قالب:Au
- Leucas tomentosa قالب:Au
- Leucas tsavoensis قالب:Au
- Leucas urticifolia قالب:Au
- Leucas urundensis قالب:Au
- Leucas usagarensis قالب:Au
- Leucas vestita قالب:Au
  - var. angustifolia قالب:Au
  - var. oblongifolia قالب:Au
  - var. sericostoma قالب:Au
- Leucas virgata قالب:Au
- Leucas volkensii قالب:Au
- Leucas welwitschii قالب:Au
- Leucas wightiana قالب:Au
- Leucas wilsonii قالب:Au
- Leucas zeylanica قالب:Au

هناك نوع جديد، Leucas sahyadriensis Sunojk، وقد تم وصفه مؤخرًا وهو يستوطن منطقة غاتس الغربية في جنوب الهند.